# Between Thought and Expression: The Lou Reed Anthology
Between Thought and Expression: The Lou Reed Anthology je box set amerického kytaristy, zpěváka a dřívějšího frontmana skupiny The Velvet Underground Lou Reeda, vydaný v roce 1992.

## Seznam skladeb

### Disk1
| Between Thought and Expression: The Lou Reed Anthology – Disk 1 | Between Thought and Expression: The Lou Reed Anthology – Disk 1 | Between Thought and Expression: The Lou Reed Anthology – Disk 1 |
| Pořadí                                                          | Název                                                           | Délka                                                           |
| --------------------------------------------------------------- | --------------------------------------------------------------- | --------------------------------------------------------------- |
| 1.                                                              | I Can’t Stand It                                                | 2:36                                                            |
| 2.                                                              | Lisa Says                                                       | 5:33                                                            |
| 3.                                                              | Ocean                                                           | 5:06                                                            |
| 4.                                                              | Walk on the Wild Side                                           | 4:13                                                            |
| 5.                                                              | Satellite of Love                                               | 3:39                                                            |
| 6.                                                              | Vicious                                                         | 2:55                                                            |
| 7.                                                              | Caroline Says I                                                 | 3:57                                                            |
| 8.                                                              | How Do You Think It Feels                                       | 3:43                                                            |
| 9.                                                              | Oh Jim                                                          | 5:12                                                            |
| 10.                                                             | Caroline Says II                                                | 4:13                                                            |
| 11.                                                             | The Kids                                                        | 7:51                                                            |
| 12.                                                             | Sad Song                                                        | 7:08                                                            |
| 13.                                                             | Sweet Jane (live)                                               | 7:57                                                            |
| 14.                                                             | Kill Your Sons                                                  | 3:37                                                            |
| 15.                                                             | Coney Island Baby                                               | 6:37                                                            |

### Disk2
| Between Thought and Expression: The Lou Reed Anthology – Disk 2 | Between Thought and Expression: The Lou Reed Anthology – Disk 2 | Between Thought and Expression: The Lou Reed Anthology – Disk 2 |
| Pořadí                                                          | Název                                                           | Délka                                                           |
| --------------------------------------------------------------- | --------------------------------------------------------------- | --------------------------------------------------------------- |
| 1.                                                              | Nowhere At All                                                  | 3:15                                                            |
| 2.                                                              | Kicks                                                           | 6:02                                                            |
| 3.                                                              | Downtown Dirt                                                   | 4:17                                                            |
| 4.                                                              | Rock & Roll Heart                                               | 3:06                                                            |
| 5.                                                              | Vicious Circle                                                  | 2:52                                                            |
| 6.                                                              | Temporary Thing                                                 | 5:14                                                            |
| 7.                                                              | Real Good Time Together                                         | 3:21                                                            |
| 8.                                                              | Leave Me Alone                                                  | 5:33                                                            |
| 9.                                                              | Heroin                                                          | 12:20                                                           |
| 10.                                                             | Here Comes the Bride                                            | 6:06                                                            |
| 11.                                                             | Street Hassle                                                   | 11:00                                                           |
| 12.                                                             | Metal Machine Music                                             | 1:32                                                            |
| 13.                                                             | The Bells                                                       | 6:31                                                            |

### Disk3
| Between Thought and Expression: The Lou Reed Anthology – Disk 3 | Between Thought and Expression: The Lou Reed Anthology – Disk 3 | Between Thought and Expression: The Lou Reed Anthology – Disk 3 |
| Pořadí                                                          | Název                                                           | Délka                                                           |
| --------------------------------------------------------------- | --------------------------------------------------------------- | --------------------------------------------------------------- |
| 1.                                                              | America                                                         | 2:50                                                            |
| 2.                                                              | Think It Over                                                   | 3:26                                                            |
| 3.                                                              | Teach the Gifted Children                                       | 3:15                                                            |
| 4.                                                              | The Gun                                                         | 3:41                                                            |
| 5.                                                              | The Blue Mask                                                   | 5:03                                                            |
| 6.                                                              | My House                                                        | 5:25                                                            |
| 7.                                                              | Waves of Fear                                                   | 4:13                                                            |
| 8.                                                              | Little Sister                                                   | 6:07                                                            |
| 9.                                                              | Legendary Hearts                                                | 3:24                                                            |
| 10.                                                             | The Last Shot                                                   | 3:23                                                            |
| 11.                                                             | New Sensations                                                  | 5:44                                                            |
| 12.                                                             | My Friend George                                                | 3:56                                                            |
| 13.                                                             | Doin’ the Things That We Want To                                | 3:56                                                            |
| 14.                                                             | The Original Wrapper                                            | 3:39                                                            |
| 15.                                                             | Video Violence                                                  | 5:35                                                            |
| 16.                                                             | Tell It to Your Heart                                           | 5:12                                                            |
| 17.                                                             | Voices of Freedom                                               | 5:15                                                            |